# William Sinclair (Ritter)

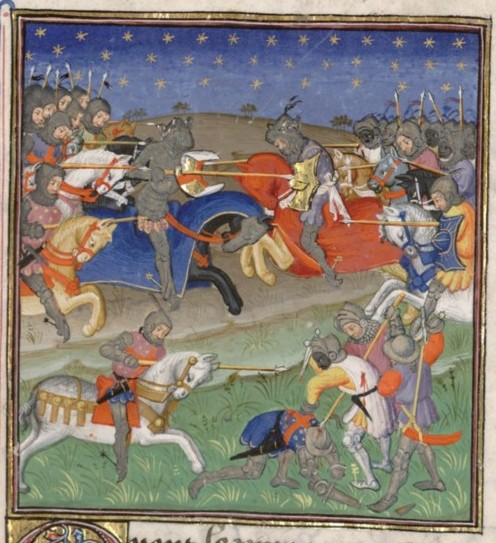
Die Schlacht von Teba, in der Sinclair fiel. Buchmalerei aus dem 15. Jahrhundert.

Sir William Sinclair († 25. August 1330 bei Teba) war ein schottischer Ritter.
William Sinclair entstammte der schottischen Familie Sinclair. Er war der älteste Sohn von Henry Sinclair of Roslin und von dessen Frau Alicia Fenton. Er begleitete zusammen mit seinem jüngeren Bruder John James Douglas, als dieser aufbrach, um das Herz des verstorbenen Königs Robert I. ins Heilige Land zu überführen. William Sinclair fiel, zusammen mit Douglas und vielleicht auch mit seinem Bruder in der Schlacht von Tebas de Ardales in Granada im Kampf gegen die Nasriden.
Der Name seiner Frau ist unbekannt. Sein Erbe wurde sein minderjähriger Sohn William Sinclair, der 1330 auch zum Erben seines Großvaters Henry Sinclair wurde. Vermutlich hatte Sinclair noch einen weiteren Sohn, Thomas († nach 1364). Zudem hatte er eine Tochter, Margaret Sinclair, die in erster Ehe Thomas Stewart, 2. Earl of Angus und in zweiter Ehe John St. Clair of Herdmanston heiratete.